# Janet Wells
Janet Wells (ur. 31 maja 1957) – nowozelandzka narciarka alpejska, olimpijka.
Na zimowych igrzyskach olimpijskich w Innsbrucku w slalomie gigancie zajęła 41. lokatę, zjazdu zaś nie ukończyła.